# Ladislav Lipič
Ladislav Lipič [ládislav lípič] slovenski generalmajor, veteran vojne za Slovenijo, ambasador RS na Madžarskem, * 30. november 1951, Murska Sobota.

## Življenjepis
Ladislav Lipič se je rodil 30. novembra 1951 v Murski Soboti. Diplomiral je na Fakulteti za družbene vede, smer obramboslovje. Končal je šolo za pehotne rezervne častnike, kasneje pa tudi tečaje za usposabljanje poveljnika voda, čete in bataljona. Leta 1977 se je zaposlil v Občinskem štabu Teritorialne obrambe Murska Sobota kot pomočnik za organizacijsko-mobilizacijske zadeve. Jeseni 1990 je prevzel dolžnost pomočnika poveljnika za zaledje v Pokrajinskem štabu Teritorialne obrambe Vzhodnoštajerske pokrajine v Mariboru.
Lipič je bil eden od organizatorjev narodne zaščite v Pomurju in je nosilec spominskega znaka Manevrske strukture narodne zaščite. Bil je tudi aktivni udeleženec vojne za Slovenijo leta 1991. 
Leta 1994 je bil imenovan za poveljnika Pokrajinskega štaba Teritorialne obrambe Vzhodnoštajerske pokrajine.
Poveljniško dolžnost je opravljal do novembra 1997, nato pa prevzel dolžnost načelnika oddelka za logistiko Slovenske vojske.
1. decembra 2000 je bil imenovan na mesto namestnika načelnika Generalštaba Slovenske vojske. 1. marca 2001 je bil imenovan za načelnika Generalštaba Slovenske vojske. Za svoje delo je bil večkrat pohvaljen in odlikovan. Predsednik republike dr. Janez Drnovšek je 20. maja 2003 podpisal ukaz za povišanje brigadirja Ladislava Lipiča, načelnika Generalštaba Slovenske vojske v čin generalmajorja. 
Konec aprila 2006 je objavil namero, da bo zapustil mesto načelnika generalštaba, o čemer je že obvestil tako predsednika države in obrambnega ministra. Bil je imenovan za veleposlanika Republike Slovenije na Madžarskem; s tega položaja je bil odpoklical decembra 2008.
Predsednik republike dr. Danilo Türk je Ladislava Lipiča 5. decembra 2008 imenoval za svetovalca za obrambne zadeve.

## Vojaška kariera
- pomočnik za organizacijsko-mobilizacijske zadeve v občinskem štabu TO RS Murska Sobota (1977 - 1990)
- pomočnik poveljnika za zaledje v Pokrajinskem štabu Teritorialne obrambe Vzhodnoštajerske pokrajine SV (1990 - 1994)
- poveljnik Pokrajinskega štaba Teritorialne obrambe Vzhodnoštajerske pokrajine SV (1994 - 1997)
- načelnik oddelka za logistiko GŠSV (1997 - 1. december 2000)
- povišan v brigadirja (21. december 1998)
- namestnik načelnika GŠSV (1. december 2000 - 1. marec 2001)
- načelnik GŠSV (1. marec 2001 - (1. julij 2006)
- povišan v generalmajorja SV (20. maj 2003)

## Odlikovanja in priznanja

### Slovenska
- zlata medalja generala Maistra z meči,
- zlata medalja generala Maistra (5. marec 2002),
- zlata medalja Slovenske vojske (12. maj 1999)
- spominski znak Manevrska struktura Narodne zaščite

### Tuja
- ZDA - legija za zasluge (24. junij 2004)
- Francija - vitez legije časti (2004)